# Rue Marzelle-de-Grillaud
La rue Marzelle-de-Grillaud est une rue de Nantes, en France.

## Caractéristiques
La rue Marzelle-de-Grillaud est une voie de l'ouest de Nantes. Elle débute sur le boulevard de la Fraternité et se dirige initialement vers le nord-ouest. Au bout de 150 m elle oblique légèrement en direction du nordet se poursuit jusqu'à la place Vincent-Auriol. Elle mesure un peu plus de 550 m.
Elle croise les voies suivantes : rue Général-O'Neil, rue Emmanuel-Fougerat, rue Lapeyrade, rue Joncours et avenue Béranger.

## Historique
La rue Marzelle-de-Grillaud correspond à la limite occidentale de l'ancien domaine de Grillaud, une vaste propriété démembrée et lôtie dans la deuxième moitié du XIXe siècle.